# قتزال
القِتزال أو الكَتْزَل هو طائر ملون جميل لافت للنظر من عائلة الطرغونية، يوجد في الغابات والأراضي الحرجية، وخاصة في المرتفعات الرطبة مثل غواتيمالا. غالباً ما تكون ألوان ريشه تشبه ألوان علم فلسطين.

## حالة الحفظ
حالة الحفظ ليست تحت تهديد حقيقي للانقراض على الرغم ان هناك بعضاً منها نوع قريب من الخطر.

## روابط خارجية
- (بالفرنسية والإنجليزية) مرجع نظام المعلومات التصنيفية المتكامل (ITIS) : TSN {{{1}}}
- Mangoverde.com نسخة محفوظة 25 سبتمبر 2007 على موقع واي باك مشين. For images of four quetzal species, select "trogons".
- Trogon videos, including quetzals, on the Internet Bird Collection
- A study about quetzal نسخة محفوظة 14 مارس 2022 على موقع واي باك مشين., The quetzal description and habitat